# Naturschutzgebiet Amperauen mit Altwasser bei Palzing
Das Naturschutzgebiet Amperauen mit Altwasser bei Palzing befindet sich im Landkreis Freising zwischen Palzing und Zolling. Es hat eine Größe von 64,5 ha und ist unter NSG-00291.01 eingetragen.
Die Amper fließt – kurz vor der Mündung in die Isar – in West-Ost-Richtung nördlich von Freising. Die Flusslandschaft der Amper hat eine Vielzahl schützenswerter Tier- und Pflanzenarten und ist zusätzlich als Landschaftsschutzgebiet Ampertal im Landkreis Freising ausgewiesen.